# Янкович, Равийойла
Равийойла (Рава) Янкович (серб. Равијојла (Рава) Јанковић; 1919, Осиек — 3 ноября 1944, Биеле-Воде) — югославская боснийская партизанка времён Народно-освободительной войны Югославии, санитар, Народный герой Югославии.

## Биография
Родилась в 1919 году в Осиеке (территория нынешней общины Илиджа в Боснии и Герцеговине) в бедной семье (у неё также были сестра и два брата). Окончила только два класса средней Гражданской школы из-за недостатка средств в семье, однако самостоятельно продолжила обучение в Домачинской школе Сараева. В возрасте 16 лет вступила в революционное молодёжное движение. Перед войной переехала на Алипашин Мост, где продолжила революционную деятельность.
После оккупации страны Рава была объявлена усташами в розыск, вернулась в родное село и оттуда на Игман в Семизовскую партизанскую роту из партизанского отряда «Звезда». 9 ноября 1941 приняла боевое крещение в битве за Палево: 120 партизан из роты удерживали натиск 4 тысяч немецких и усташских солдат. Рава действовала вместе с отрядами Глише Янковича и сумела уничтожить два немецких танка. В том же году её перевели в Високскую партизанскую роту Варешского батальона. 10 декабря 1941 участвовала в битве за железнодорожную станцию Пайтов-Хан: в битве погибли шесть партизан, а также были уничтожены 40 солдат неприятеля. Рава стала единственной женщиной из отряда, вступившей добровольно в 1-й Восточнобоснийский ударный батальон в марте 1942 года.
Во время перехода батальона на Озрен Рава проявила невероятное мужество, несмотря на лишения. В битве при Олове она сама вытаскивала раненого товарища, лежавшего перед бункером противника. Участвовала в первой битве за Власеницу. В октябре 1942 года, во время перехода из Боснии в Срем 6-й Восточнобоснийской бригады, Рава вытаскивала раненых. За эти заслуги её приняли в компартию в том же году.
В октябре 1943 года, после битвы за Тузлу, Рава была назначена санитаром при 19-й бригаде. При том, что она была больна тифом и имела высокую температуру, ей доверили в январе 1944 года совершать переход из Соколовичей в Фочу и обратно в течение 40 часов. В конце того же года её перевели в штаб 17-й восточнобоснийской дивизии.
3 ноября 1944 Рава погибла, попав в усташскую засаду. Похоронена в памятном парке Враца на горе Требевич.
20 декабря 1951 посмертно награждена Орденом Народного героя.